# Раунд-Гілл-Вілледж (Невада)
Раунд-Гілл-Вілледж (англ. Round Hill Village) — переписна місцевість (CDP) в США, в окрузі Дуглас штату Невада. Населення — 898 осіб (2020).

## Географія
Раунд-Гілл-Вілледж розташований за координатами 38°59′47″ пн. ш. 119°55′3″ зх. д. / 38.99639° пн. ш. 119.91750° зх. д. (38.996486, -119.917476).  За даними Бюро перепису населення США в 2010 році переписна місцевість мала площу 15,34 км², з яких 15,01 км² — суходіл та 0,34 км² — водойми.

## Демографія
Згідно з переписом 2010 року, у переписній місцевості мешкало 759 осіб у 389 домогосподарствах у складі 215 родин. Густота населення становила 49 осіб/км².  Було 773 помешкання (50/км²).
Расовий склад населення:
| - 90,6 % — білих - 4,1 % — азіатів - 0,9 % — корінних американців - 1,8 % — осіб інших рас |

До двох чи більше рас належало 2,5 %. Частка іспаномовних становила 7,6 % від усіх жителів.
За віковим діапазоном населення розподілялося таким чином: 11,9 % — особи молодші 18 років, 63,3 % — особи у віці 18—64 років, 24,8 % — особи у віці 65 років та старші. Медіана віку мешканця становила 53,3 року. На 100 осіб жіночої статі у переписній місцевості припадало 113,2 чоловіків;  на 100 жінок у віці від 18 років та старших — 114,4 чоловіків також старших 18 років.
Середній дохід на одне домашнє господарство  становив 94 782 долари США (медіана — 79 432), а середній дохід на одну сім'ю — 101 716 доларів (медіана — 100 694). Медіана доходів становила 62 829 доларів для чоловіків та 70 179 доларів для жінок. За межею бідності перебувало 8,1 % осіб, у тому числі 0,0 % дітей у віці до 18 років та 0,0 % осіб у віці 65 років та старших.
Цивільне працевлаштоване населення становило 456 осіб. Основні галузі зайнятості: мистецтво, розваги та відпочинок — 20,4 %, освіта, охорона здоров'я та соціальна допомога — 20,2 %, фінанси, страхування та нерухомість — 18,4 %, науковці, спеціалісти, менеджери — 18,0 %.